# Sportstiftung NRW
Die Sportstiftung NRW ist eine nordrhein-westfälische Stiftung zur Nachwuchsförderung im Leistungssport.
Heute gibt es in jedem Bundesland mindestens eine ähnliche Einrichtung (in Baden-Württemberg und Sachsen-Anhalt sind es zwei), die sich in ihrem Profil (Förderung allein des Spitzen- oder auch des Schul- und Breitensports) leicht unterscheiden. Das Vermögen der Stiftung wurde vom Land Nordrhein-Westfalen eingebracht.
Ziel der Sportstiftung NRW ist die Förderung von Nachwuchsleistungssportlerinnen - und sportlern in ihrem Werdegang und in ihrer Persönlichkeitsentwicklung. Im Mittelpunkt steht die Unterstützung der Nachwuchskader (NK1, NK2) und der Landeskader „plus“ aus olympischen, paralympischen, deaflmypischen und World Games Sportarten. Die Förderung ist eine Anerkennung für herausragende Leistungen mündiger Athletinnen und Athleten aus Nordrhein-Westfalen mit einer besonderen leistungssportlichen Perspektive. Die Individualförderung besteht aus den Bausteinen „Talent-Förderung“, „NRW-Sportstiftungs-Stipendium“ und „Internatsplatz-Förderung“. Die Sportstiftung NRW bietet darüber hinaus berufliche Einstiegsprogramme nach der Sportkarriere und Coachings. Im Alumni-Netzwerk engagieren sich ehemalige NRW-Leistungssportler für Nachwuchstalente.

## Geschichte
Die Gründung erfolgte am 12. Dezember 2000 als Stiftung bürgerlichen Rechts. Am 21. Dezember 2000 erfolgte die Genehmigung durch den Innenminister. Das Stiftungskapital beträgt derzeit ca. 10 Mio. Euro,.
2001 bis 2005 gab ein 1. Kuratorium mit den Ministerpräsidenten Wolfgang Clement (bis 2002) und Peer Steinbrück als an der Spitze. Hans Jürgen Baedeker war Vorsitzender des Vorstands.
2002 erhielten NRW-Athleten der Olympischen und Paralympischen Spiele in Athen erstmals eine monatliche Grundförderung.
2005 bis 2010 folgte ein 2. Kuratorium mit Ministerpräsident Jürgen Rüttgers. Manfred Speck ist Vorsitzender des Vorstands gewesen.
2006 war eine Anschubfinanzierung des Deutschen Forschungszentrums für Leistungssport „momentum“.
Das sportpsycholgoische Pilotprojekt mentaltalent begann 2008 in Kooperation mit dem Psychologischen Institut der Deutschen Sporthochschule Köln.
2010 bis 2015 bestand ein 3. Kuratorium, Vorsitzende ist Ministerpräsidentin Hannelore Kraft gewesen. Den Vorsitz des Vorstands bekleidete Anke Feller.
Die Zwillingskarriere als Form der Dualen Karriere ward 2010 vorgestellt. Bis 2019 wurden ca. 140 Sportler in rund 90 Unternehmen betreut.
2011 gab es eine Anschubfinanzierung des Projekts „Gesundheitsmanagement im Leistungssport“. Für London 2012 wurden erstmals Teilnahmeprämien für Olympische und Paralympische NRW-Athleten gewährt.
Beim FELIX Award (NRW-Sportler des Jahres) vergab die Sportstiftung 2013 erstmals den Preis in der Kategorie „Newcomer des Jahres“.
2016 bis 2021 folgte ein 4. Kuratorium mit den Vorsitzenden Ministerpräsidenten Hannelore Kraft (bis Juni 2017) und Armin Laschet. Den Vorstand führt Ute Schäfer.
Erhöhte Teilnahmeprämien wurden ab 2017 an Olympische und Paralympische NRW-Athleten in gleicher Höhe vergeben.
Die Sportstiftung ist ab 2018 alleinig für die Individualförderung von Athleten in NRW zuständig. Im Dezember 2020 feierte die Sportstiftung 20-jähriges Bestehen. Im Oktober 2021 wurde das Alumni-Netzwerk, bestehend aus ehemaligen Leistungssportlern, als Teil der neuen nachsportlichen Förderung gegründet. Für Alumni bietet die Sportstiftung berufliche Einstiegsprogramme. Im Oktober 2022 wurde das NRW-Sportstiftungs-Stipendium für studierende Nachwuchsathleten ins Leben gerufen. Am 1. Januar 2023 trat ein neues Förderkonzept in Kraft, wonach sich u. a. fortan auch Athleten aus World Games Sportarten um eine Förderung bewerben können. Im April 2024 fand das erste Onboarding-Event für hunderte geförderte Athletinnen und Athleten im Movie Park Germany statt. Das Event läutete die neue Förderperiode ein. Zum 31. Dezember 2024 befanden sich 650 Nachwuchstalente in der Förderung.

## Gremien

### Kuratorium
Vorsitzender des Kuratoriums ist der Ministerpräsident des Landes NRW, Hendrik Wüst. Seine Stellvertreterin ist Andrea Milz, Staatssekretärin für Sport und Ehrenamt in der Staatskanzlei des Landes Nordrhein-Westfalen. Gemäß Festlegung in der Satzung gehören dem Kuratorium der Präsident des LandesSportBundes NRW und des Westdeutschen Fußball- und Leichtathletikverbandes qua Amt an. Zusätzlich werden weitere Vertreter von Sport, Politik, Wirtschaft, Wissenschaft und Medien in das Kuratorium berufen.

### Vorstand
Der Vorstand wird mit mindestens je einem Vertreter
- des für den Sport zuständigen Ministeriums/seit 2017 der NRW-Staatskanzlei
- des Landessportbundes NRW
- des Westdeutschen Fußballverbandes
- der Wirtschaft

sowie mindestens einer Leistungssportlerin oder einem Leistungssportler besetzt. Die Mindestgröße des Vorstandes liegt somit bei fünf Mitgliedern.
Die Maximalgröße des Vorstands liegt bei acht Mitgliedern.
- Vorsitzender: Ingo Wolf (ehemaliger Sport- und Innenminister in NRW)
- Stellv. Vorsitzende: Gisela Hinnemann (seit 2006 im Vorstand; ehemalige Vizepräsidentin Leistungssport des Landessportbundes NRW) und Anke Feller (seit 2011 im Vorstand; Moderatorin und Journalistin).[2]

### Geschäftsführung
Zum 1. April 2025 hat Lucas Flümann die Geschäftsführung von Maximilian Hartung übernommen. Flümanns Stellvertreter sind Maximilian Kindler und – bis Juli 2025 – Paul Stoppelkamp. Der ehemalige Säbelfechter und dreifache Olympiateilnehmer Maximilian Hartung war von September 2021 bis 31. Januar 2025 Geschäftsführer der Sportstiftung NRW. Er wechselt im Februar 2025 zur Stiftung Deutsche Sporthilfe, wo er als Vorstandsmitglied für Kommunikation, Public Affairs und Kuratoriums-Angelegenheiten zuständig ist.

## „Botschafter“
Persönlichkeiten aus Spitzensport, Wirtschaft und Wissenschaft werben für die Sportstiftung NRW. Dazu gehören Abdul-Rahman Adib, Heiner Brand, Rudi Cerne, Heide Ecker-Rosendahl, Carsten Fischer, Volker Grabow, Heike Meier-Henkel, Christian Keller, Henry Maske, Steffi Nerius, Ulrike Nasse-Meyfarth, Frank Ostholt, Bernhard Peters, Marion Rodewald, Arnd Schmitt, René Spies, Sophie von Saldern, Frank Wieneke, Marcel Wüst

## Förderung
Die Fördermittel von ca. 4,7 Mio. Euro pro Jahr stammen aus dem Haushalt des Landes Nordrhein-Westfalen.
Die NRW-Landesregierung hat 2017 die Entflechtung der Aufgabengebiete von Landessportbund und Sportstiftung NRW auf den Weg gebracht. Demzufolge konzentriert sich die Sportstiftung aktuell auf die Individualförderung in olympischen, paralympischen, deaflmypischen und World Games Sportarten. Im Auftrag der Landesregierung unterstützt die Sportstiftung NRW auch Personalstellen im paralympischen und deaflympischen Sport. Die Sportstiftung vergibt u. a. Teilnahmeprämien an die NRW-Teilnehmer an Olympischen und Paralympischen Spielen sowie (seit 2022) an Deaflympics in Höhe von 3.500 Euro.
Das Fördervolumen beträgt mehr als 73 Mio. Euro im Förderzeitraum 2001 bis 2024.
In der Community „Wirtschaft & Leistungssport“ bündelt die Sportstiftung NRW Wirtschaftsunternehmen für Projekte, die der Karrieregestaltung von Spitzenathleten dienen.